# Черниговское книгоиздательство
Черни́говское книгоизда́тельство — книгоиздательство в Чернигове, существовавшее в период 1675—1820 гг.

## История
Основано около 1675 года Лазарем Барановичем в Новгород-Северском. В 1679 году было перенесено в Чернигов. В начале XVIII века издательство по объему продукции было на третьем месте после Киева и Львова.
Тут печатались богослужебные книги, полемические произведения И. Галятовского, стихи И. Максимовича, исторические и богослужебные произведения Д. Туптала-Ростовского, переводы произведений с латыни. В издательстве работали известные гравёры, такие как: Л. Тарасевич, И. Щирский, И. Стрельбицкий, Н. Зубрицкий.
Невзирая на запреты и угрозы синода по поводу разногласий с московскими печатными изданиями, Черниговское издательство печатало книги на украинском, польском, латинском и старославянском языках. С 1724 года издательство было в упадке, а в 1820 году и вовсе прекратило своё существование.